# Justus Ichenhaeuser
Justus Ichenhaeuser (geboren 31. Oktober 1860 in Fürth; gestorben 17. Februar 1936 in Berlin) war ein Nationalökonom und Publizist in Berlin.

## Leben und Wirken
Er stammte aus einer wohlhabenden jüdischen Familie in Fürth. Der Vater Bernhard (Bär) Ichenhaeuser (1831–1915) war Mitbesitzer des Bankhauses Elias Ichenhaeuser, die Mutter Adelheid war eine Tochter von Leopold Loew Jehuda Honig und Jette Büchenbacher. Er hatte vier jüngere Halbgeschwister väterlicherseits.
Justus Ichenhaeuser promovierte 1887 in Tübingen zum Dr. oec.
Danach war er Direktor einer Bank in München.
1890 heiratete er Eliza Rosenthal. Um 1894 waren sie einige Zeit in den USA. Danach lebten sie in Berlin. Dort war Justus Ichenhaeuser leitender Redakteur der Zeitschrift für das gesamte Aktienwesen und der Internationalen Volkswirtschaft und verfasste mehrere Bücher. Er war auch Mitglied der Internationalen Vereinigung für Vergleichende Rechtswissenschaft und Volkswirtschaftslehre. Seine Frau Eliza engagierte sich stark für die Verbesserung der beruflichen Möglichkeiten von Frauen. Ihre Tochter Nora Adelheid wurde 1901 geboren, sie lebte 1939 in Berlin-Schöneberg als Jüdin und starb vor Mai 1945.

## Publikationen
Justus Ichenhaeuser verfasste einige Schriften zu ökonomischen Themen.
- Ein Beitrag zur Übervölkerungsfrage, 1888
- Eine Börsenkrisis. Ein Beitrag zur Geschichte der Krisen, 1893
- Reformarbeit an den Börsenauswüchsen, 1893
- Finis argenti. Eine Beantwortung des  Fragebogens (...), 1894
- Finanzielle Zeit- und Streitfragen, 1895
- Das New Yorker Effekten-Clearinghaus, 1895